# 스튜어트 드라이버그
스튜어트 드라이버그(영어: Stuart Dryburgh, 1952년 3월 30일 ~ )는 잉글랜드 태생의 뉴질랜드 영화 촬영 기사이다. 오클랜드 대학교를 졸업한 후, 제인 캠피언 감독의 《내 책상 위의 천사》(1990), 《피아노》(1993), 《여인의 초상》(1996)으로 경력을 시작했다. 이때 《피아노》로 이미 아카데미 촬영상 후보에 올랐다. 이후의 대표작으로는 《브리짓 존스의 일기》(2001), 《사랑의 레시피》(2007), 《텍사스 킬링 필드》(2011), 《월터의 상상은 현실이 된다》(2013), 《거울 나라의 앨리스》(2016) 등이 있다.

## 연출 작품 목록

### 영화
| 연도 | 제목                                 | 원제                            | 감독                     | 비고                 |
| ---- | ------------------------------------ | ------------------------------- | ------------------------ | -------------------- |
| 1990 | 내 책상 위의 천사                    | An Angel at My Table            | 제인 캠피언              |                      |
| 1993 | 피아노                               | The Piano                       | 제인 캠피언              | 아카데미 촬영상 후보 |
| 1994 | 전사의 후예                          | Once Were Warriors              | 리 타마호리              |                      |
| 1995 | 페레즈 패밀리                        | The Perez Family                | 미라 네어                |                      |
| 1996 | 여인의 초상                          | The Portrait of a Lady          | 제인 채프먼              |                      |
| 1999 | 애널라이즈 디스                      | Analyze This                    | 해럴드 레이미스          |                      |
| 1999 | 런어웨이 브라이드                    | Runaway Bride                   | 게리 마셜                |                      |
| 2001 | 브리짓 존스의 일기                   | Bridget Jones's Diary           | 샤론 머과이어            |                      |
| 2001 | 케이트 & 레오폴드                    | Kate & Leopold                  | 제임스 맨골드            |                      |
| 2003 | 리크루트                             | The Recruit                     | 로저 도널드슨            |                      |
| 2004 | 아름다운 나라                        | The Beautiful Country           | 한스 페터 몰란드         |                      |
| 2005 | 이온 플럭스                          | Æon Flux                        | 카린 쿠사마              |                      |
| 2006 | 페인티드 베일                        | The Painted Veil                | 존 커런                  |                      |
| 2007 | 걸 인 더 파크                        | The Girl in the Park            | 데이비드 어번            |                      |
| 2007 | 사랑의 레시피                        | No Reservations                 | 스콧 힉스                |                      |
| 2008 | 님스 아일랜드                        | Nim's Island                    | 제니퍼 플래킷, 마크 레빈 |                      |
| 2009 | 아멜리에: 하늘을 사랑한 여인         | Amelia                          | 미라 네어                |                      |
| 2010 | 더 템피스트                          | The Tempest                     | 줄리 테이머              |                      |
| 2011 | 하이힐을 신고 달리는 여자            | I Don't Know How She Does It    | 더글러스 맥그래스        |                      |
| 2011 | 텍사스 킬링 필드                     | Texas Killing Fields            | 아미 카난 만             |                      |
| 2012 | 맥아더: 일본 침몰에 관한 불편한 해석 | Emperor                         | 피터 웨버                |                      |
| 2013 | 월터의 상상은 현실이 된다            | The Secret Life of Walter Mitty | 벤 스틸러                |                      |
| 2015 | 블랙코드                             | Blackhat                        | 마이클 맨                |                      |
| 2016 | 거울 나라의 앨리스                   | Alice Through the Looking Glass | 제임스 보빈              |                      |
| 2016 | 더 그레이트 월                       | The Great Wall                  | 장이머우                 |                      |
| 2018 | 벤 이즈 백                           | Ben Is Back                     | 피터 헤지스              |                      |
| 2019 | 맨 인 블랙 인터내셔널                | Men in Black: International     | F. 게리 그레이           |                      |

### TV 드라마
- 뉴 암스테르담
- 보드워크 엠파이어